# 쉐보레 카발리어
쉐보레 캐벌리어 (Chevrolet Cavalier)는 쉐보레가 생산하던 소형차 라인이었다. 쉐보레 몬자 를 대체하는 캐벌리어는 전륜구동을 채택한 두 번째 쉐보레 모델 라인이었다. 캐벌리어는 1982년부터 2005년까지 북미에서 판매된 3세대, 2016년부터 2021년까지 중국, 멕시코를 위해 상하이-GM이 생산한 버전이 판매되었다. 중국, 멕시코를 위한 카발리에는 단종 이후 쉐보레 아베오로 통합되었다.
캐벌리어는 GM J 플랫폼 의 첫 번째 차량 중 하나였다. 지엠의 최초의 "세계 자동차" 중 하나인 J 플랫폼은 GMC를 제외한 오펠, 복스홀 자동차 및 홀덴의 모델과 함께 북미 GM 사업부에서 사용하도록 개발되었다. 기초적 샤시를 공유하지만 유럽과 호주의 J-바디는 약간 다른 차체 디자인과 다른 파워트레인을 사용했다. 유럽에서는 복스홀 캐벌리어와 오펠 아스코나가 중형차로 판매되었다. 처음에 뷰익 스카이호크, 캐딜락 시마론, 올즈모빌 피렌자 및 폰티악 J2000의 부문별 대응 제품이었던 Cavalier는 주로 폰티악 선버드 (1995년에 폰티악 선파이어 로 이름 변경)와 함께 판매되었다.
1982-2005 카발리에는 NUMMI를 비롯해 북미 전역의 여러 GM 시설에서 생산되었다. 2005년에는 쉐보레 코발트가 북미 모델 라인을 대체했다가 얼마 못 가 한국산 모델인 쉐보레 크루즈가 그 자리를 대체하였다.

## 토요타 카발리어
여담으로 1990년대 후반부터 NUMMI 생산 버전은 합작투자사였던 토요타도 지엠과의 계약으로 의무 생산하면서 일본에 토요타 캐벌리어로 수입, 판매했으나 일본 사정에 맞지 않는 설계로 판매 부진에 빠지면서 의무 OEM 기간 만료되던 2000년을 끝으로 단종되었으며 대부분의 물량은 호주에 중고로 수출되었다.